# José Chhmá Salas
José Chhmá Salas (en idioma jemer យ៉ូសែប ធ្មារ សាឡាស់, 21 de octubre de 1937 - septiembre de 1977), fue el obispo del Vicariato Apostólico de Phnom Penh entre 1975 y 1977. Fue además el primer obispo nativo de Camboya en la Iglesia católica y murió de extenuación en campos de trabajo forzado de los jemeres rojos.

## Vida
Salas nació el 21 de octubre de 1937 en Phnom Penh. Realizó sus estudios sacerdotales en París y fue ordenado en 1964. Su primer trabajo como sacerdote lo realizó en la Prefectura Apostólica de Battambang. Regresó a Francia para continuar con más estudios.
En abril de 1975 los jemeres rojos tomaron el poder en Camboya. Fundaron un estado comunista al que llamaron la Kampuchea Democrática que prohibió toda forma de religión y estableció la destrucción de todo centro de culto. En mayo de 1975 todos los extranjeros residentes en Camboya fueron expulsados, lo que incluyó sacerdotes y religiosos, mientras que los nativos permanecieron en sus sitios, pero muy pocos sobrevivirían. Unos fueron ejecutados y otros murieron en campos de trabajo forzado.
El obispo francés Yves Ramousse estaba a la cabeza de la Iglesia Católica camboyana cuando el grupo de Pol Pot tomó el poder. En previsión a su inmediata expulsión por ser extranjero, el obispo Ramousse llamó a Salas a retornar a Camboya. 
El 14 de abril de 1975 el Santo Oficio confirmaba la ordenación de Salas como obispo auxiliar de Phnom Penh, siendo el primer camboyano que llegaba a ese cargo en la Iglesia Católica. El 30 de abril el obispo Ramousse fue expulsado del país junto con centenares de extranjeros. 
En 1976 el obispo Ramousse renunciaba al cargo de obispo titular de Phnom Penh, de manera que Salas quedaba como cabeza de la Iglesia en Camboya, pero entonces el obispo camboyano estaba ya en un campo de trabajo forzado en la provincia de Kompung Thom. Murió de agotamiento en septiembre de 1977 en la Pagoda Traing Kork.
El 1 de mayo de 2015, la Iglesia Católica de Camboya abrió oficialmente la causa de beatificación de Joseph Chhmar Salas y otras 33 personas que fueron martirizadas durante el régimen de los Jemeres Rojos.